# 沿河土家族自治县
沿河土家族自治县，别称中国土家山歌之乡，系中国贵州省铜仁市辖自治县，位于贵州省东北部，铜仁市北部。沿河周边与贵州省内德江、印江、思南、及重庆市酉阳、秀山等县毗邻，辖4个街道、17个镇、2个乡，县政府驻团结街道田坝社区。
旅游景点有沿河乌江山峡风景名胜区、麻阳河黑叶猴保护区、黔东革命根据地、黔东特区革命委员会旧址、南庄风景区等。
2019年3月，入选第一批革命文物保护利用片区分县名单
截止2020年1月，沿河土家族自治县实现地区生产总值123亿元。

## 行政区划
截至2019年11月，沿河土家族自治县辖4个街道办事处、17个镇、2个乡：
团结街道、和平街道、沙子街道、谯家镇、夹石镇、淇滩镇、官舟镇、土地坳镇、思渠镇、客田镇、洪渡镇、黑水镇、中界镇、甘溪镇、板场镇、泉坝镇、中寨镇、黄土镇、新景镇、塘坝镇、晓景乡和后坪乡